# Yvonne Rabier
'Yvonne Rabier' est un cultivar de rosier obtenu en 1910 par le rosiériste français Eugène Turbat. Il doit son nom à la fille du député et futur sénateur Fernand Rabier, ami d'Eugène Turbat.

## Description
Ce rosier fameux est un rosier nain et presque inerme, très prisé pour sa longue floraison et son parfum capiteux. Il se présente sous la forme d'un petit buisson de 50 à 70 cm avec des fleurs doubles en pompons fleurissant en grappes et de couleur blanche. Sa floraison est remontante et dure tard dans la saison.
Il s'adapte à tous les climats (jusqu'à -20°) et supporte l'ombre légère.
Ce rosier très généreux est parfait pour les petits jardins ou les massifs bas en premier plan. Il peut aussi se cultiver en pot ou en jardinière. Il a besoin d'être taillé au tout début du printemps.